# SS-Gefolge

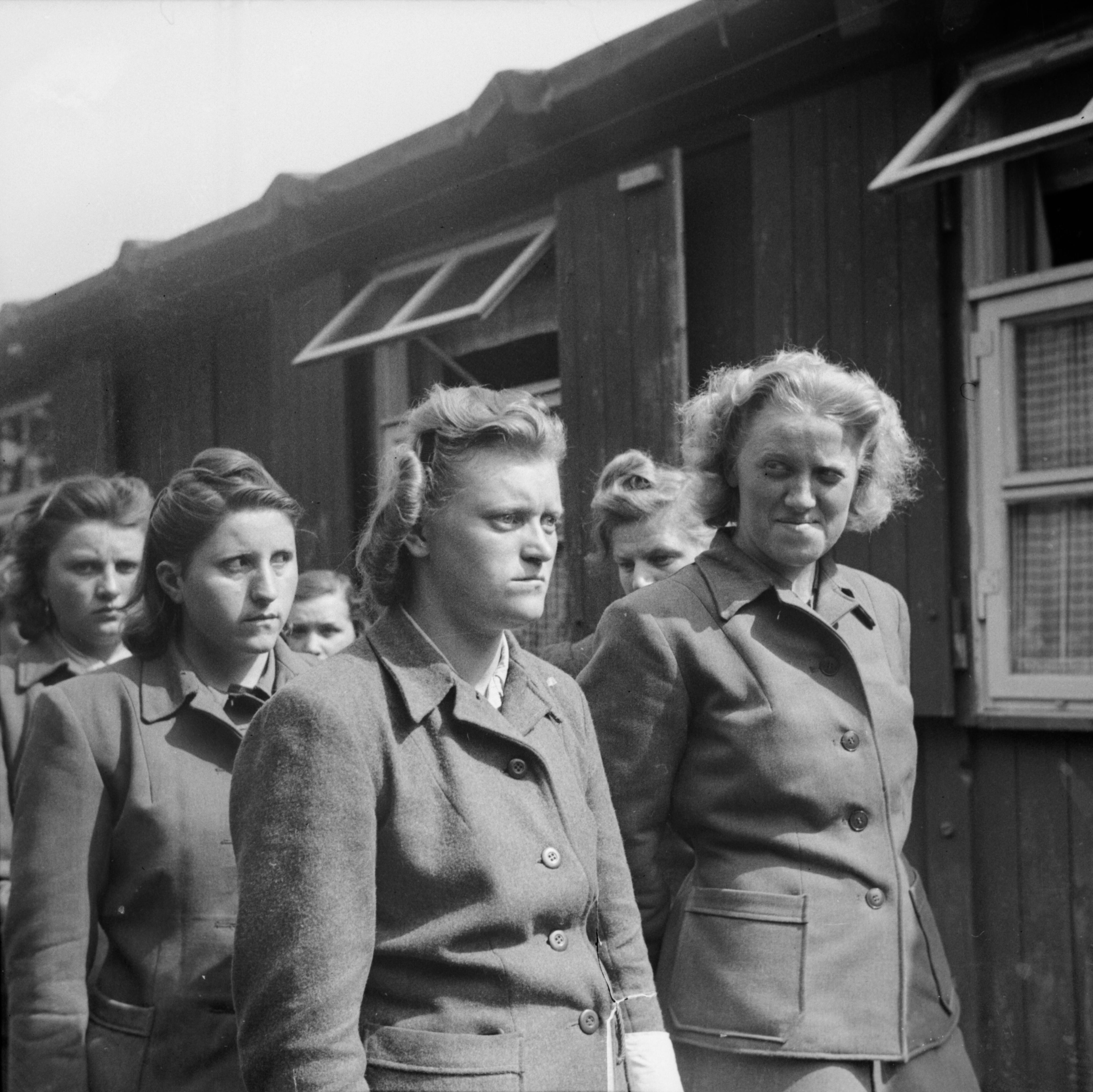
SS-Gefolge im KZ Bergen-Belsen nach der Befreiung des Lagers am 19. April 1945, darunter Hildegard Kanbach (1. von links), Magdalene Kessel (2. von links), Irene Haschke (Zentrum, 3. von rechts), Elisabeth Volkenrath (2. von rechts teilweise verdeckt), Hertha Bothe (1. von rechts) auf dem Weg zur Bestattung der Opfer.

SS-Gefolge war während der Zeit des Nationalsozialismus die Bezeichnung weiblicher Zivilangestellter der SS. Frauen konnten nur sehr eingeschränkt im SS-Helferinnenkorps Mitglied der SS werden. Das SS-Gefolge war formal nicht Teil der SS.
Die Aufseherinnen, die in den Konzentrations- und Arbeitslagern als Wachmannschaften arbeiteten, waren als uniformierte Zivilangestellte für die SS tätig. Auch Krankenschwestern, die vom „Reichsbund deutscher Schwestern“ rekrutiert wurden, gehörten dem SS-Gefolge an. Sie leisteten in den Frontlazaretten sowie den SS- und Polizeidienststellen medizinische Dienste, wurden aber auch in den Krankenrevieren der Konzentrationslager eingesetzt. Es ist unklar, ob auch die Ärztinnen, die bei der SS ihren Dienst taten, zum SS-Gefolge zählten. Alle Angehörige des SS-Gefolges waren der SS- und Polizei-Gerichtsbarkeit unterstellt.

## SS-Gefolge in der SS-eigenen Verwaltung
Weibliche Zivilangestellte der SS, wie z. B. Inge Viermetz, wurden lange vor Kriegsbeginn fester Bestandteil des Personals in den SS-Hauptämtern. So war Heinrich Himmlers Lebensgefährtin Hedwig Potthast als Mitarbeiterin im Geheimen Staatspolizeiamt tätig, anschließend seine Privatsekretärin. Ihre Aufgabenbereiche umfassten die Patenschaften, die Heinrich Himmler übernahm, wie auch den Versand seiner Geschenke.
In die weit im Osten liegenden Konzentrationslager mit ihren riesigen Wirtschaftsbetrieben (z. B. KZ Auschwitz III Monowitz) ließen sich viele Frauen anwerben, um den Gefahren der sich verstärkenden alliierten Bombenangriffe auf die Großstädte Deutschlands zu entgehen. In den Heimen des Lebensborns und den SS-Lazaretten wurden ebenfalls weibliche Hilfskräfte eingesetzt – eine Aufarbeitung dieses Teils der Historie der SS durch die Geschichtsforschung steht noch aus.

## SS-Gefolge in den Konzentrationslagern
Auch die Aufseherinnen in den Konzentrationslagern (Frauenlager) zählten zum SS-Gefolge. Bis Mitte Januar 1945 sollen neben ungefähr 37.000 Männern etwa 3.500 Frauen in den Konzentrationslagern Wachdienst getan haben. Generell wird in der diesbezüglichen spärlichen Literaturlage von etwa 10 % Frauenanteil bei dem KZ-Wachpersonal ausgegangen. Im KZ Auschwitz verrichteten allerdings neben fast 10.000 SS-Männern nur rund 200 Aufseherinnen zwischen Mai 1940 und Januar 1945 Dienst. Andererseits bestand mit der Umwandlung des KZ Lichtenburg in ein Konzentrationslager für Frauen im Dezember 1937 erstmals ein Bedarf an weiblichen Aufsehern. Dieser nahm in der Folge erheblich zu, da mit der Zeit immer weitere Frauenlager eingerichtet wurden, so unter anderem das KZ Ravensbrück (1939) und auch Frauenlager im KZ Auschwitz-Birkenau (1942), im KZ Mauthausen (1943) und Bergen-Belsen (1944). Männliche SS-Angehörige durften Frauenlager nicht betreten, sie waren dort nur im Außenbereich des Lagers bei der Wachkompanie tätig. Der Lagerkommandant, die KZ-Ärzte sowie Schutzhaftlager- und Arbeitsdienstführer betraten das Frauenlager in der Regel nur in Begleitung von weiblichem Lagerpersonal.
Die Funktionen und Aufgaben der Aufseherinnen entsprachen innerhalb der Lagerabschnitte für Frauen in Konzentrationslagern ansonsten denen des männlichen Lagerpersonals des „Schutzhaftlagers“. Die Aufseherinnen unterstanden immer dem männlichen Lagerpersonal gleicher Funktion.

### Oberaufseherin
Die Position der Oberaufseherin war die höchste Funktion in einem Frauen-Konzentrationslager, die eine Aufseherin im SS-Gefolge erreichen konnte. Sie war Angehörige des ansonsten männlichen Kommandanturpersonals und ihre Position war mit der eines Schutzhaftlagerführers vergleichbar. Ihr oblag die organisatorische und praktische Führung des gesamten weiblichen SS-Personals im KZ. Sie musste bei allen Angelegenheiten, die weibliche Häftlinge betrafen, unterrichtet und angehört werden. Das ihr unterstellte weibliche Lagerpersonal wandte sich mit so genannten Meldungen über Verfehlungen von weiblichen Häftlingen an die Oberaufseherin und diese entschied dann, welches Strafmaß der inhaftierten Frau zukam. Nur in besonderen Fällen wurde der Lagerkommandant in diesen Prozess mit einbezogen und dieser entschied dann über die Strafzumessung. Die Erstaufseherin hatte analoge Funktionen in Außen- oder Nebenlagern, war aber rangmäßig der Oberaufseherin untergeordnet.

### Rapportführerin
Die Rapportführerinnen waren der Oberaufseherin direkt unterstellt. Sie waren das Bindeglied zwischen dem Lager und der Oberaufseherin.

### Blockführerinnen
Die Blockführerinnen, von der Oberaufseherin aus den Aufseherinnen ausgewählt, waren innerhalb des Lagers anwesend und hatten die Appelle abzuhalten, die Einteilung von Arbeitsgruppen und die Auswahl von Blockleiterinnen einerseits und andererseits den weiblichen Funktionshäftlingen, wie den Blockältesten, vorzunehmen.

### Aufseherinnen
Die Aufseherinnen bildeten das letzte Glied in der SS-Befehlskette. Sie wurden von der Oberaufseherin den Arbeitskolonnen zugeteilt und bekamen dann ihren Aufgabenbereich von der Blockleiterin zugewiesen. Neben Überwachungsaufgaben hatten sie auf Anordnung unter anderem auch Posten in der Lagerküche, der Effektenkammer und dem Arrestbereich zu übernehmen.

### Arbeitsdienstführerinnen
Die Arbeitsdienstführerinnen waren für die Organisation und Überwachung der gesamten Arbeitseinsätze von Häftlingen zuständig. Ihnen oblag die Entscheidung, welche Häftlinge zu den einzelnen Arbeitskommandos zugeteilt wurden. Der Arbeitsdienstführerin waren wiederum die Kommandoführerinnen unterstellt, die für die einzelnen Arbeitskommandos zuständig waren. 1937 wurde dieser „neue Frauenberuf“ in den Zeitungen beworben. So umfasste der weibliche Reichsarbeitsdienst im September 1937 bereits rund 20.000 Arbeitsmaiden in 500 Lagern. Führeranwärterinnen im Arbeitsdienst konnten sich mit vollendetem 17. Lebensjahr nach Ableistung des Arbeitsdienst-Halbjahres bewerben. Über den Arbeitsdienstführerinnen standen die Gruppenführerinnen und Bezirksführerinnen. Über 25-Jährige wurden nur noch als Führerinnen im Reichsarbeitsdienst (RAD) zugelassen.
Arbeitsdienstführerinnen durchliefen eine dreijährige Ausbildungszeit, die dann nochmals mit einem halbjährlichen Lagerdienst als Frauenarbeitsälteste eingeleitet wurde. Organisatorisch umfasste im Herbst 1937 ein Lager eine Lagerführerin, drei Lagergehilfinnen, drei Kameradschaftsälteste mit 40 Arbeitsmaiden. Der Lohn der Arbeitsmaiden betrug 1937 täglich 40 Reichspfennig (RPf.). Soweit die Frauen keine ähnliche Berufsausbildung antraten, mussten diese für ein Jahr die Landfrauenschule besuchen. Es folgte für ein halbes Jahr die Tätigkeit in der sozialen Praxis z. B. in der Wohlfahrtspflege und ein weiteres halbes Jahr in einem Krankenhaus. Die Ausbildungszeit konnte verkürzt werden. Es folgte dann die Möglichkeit des Besuchs einer der vier Bezirksführerinnenschulen des Arbeitsdienstes (Bingenheim, Boock, Großsedlitz, Marklohe) und eine Zuteilung zu einem Lager als Gehilfin. Lagergehilfinnen erhielten eine Besoldung, freie Unterkunft und Verpflegung und 1937 ein Anfangsgehalt von 50 Reichsmark monatlich mit Anstieg auf bis zu 120 Reichsmark monatlich. Häufig war die Lagergehilfin als Wirtschaftsgehilfin, Gesundheitsgehilfin oder Verwaltungsgehilfin im Lager beschäftigt. Bei Bewährung in allen Bereichen konnte der Aufstieg zur Lagerführerin erfolgen. Dies war bereits mit 22 Jahren möglich. 1937 war die älteste Lagerführerin 32 Jahre alt. Vorzugsweise wurden ausgebildete Volkspflegerinnen, Kindergärtnerinnen oder Frauen aus der NS-Schwesternschaft als Lagerführerin eingesetzt.

## Rekrutierung der Aufseherinnen
Geeignete Frauen konnten sich freiwillig zum Dienst in den Konzentrationslagern melden. Von dieser Möglichkeit wurde jedoch bei steigendem Bedarf ab 1940 nicht mehr ausreichend Gebrauch gemacht, obwohl es eine relativ gute finanzielle Vergütung (25 Jahre, ledig: 105 RM und Überstundenzuschlag 35 RM) und Versorgungsansprüche gab. Bevorzugt wurden Frauen mit „pflegerischen“ und „sozialen“ Kompetenzen, die nicht vorbestraft waren. Zudem waren körperliche Gesundheit und politische Zuverlässigkeit neben einem Eintrittsalter von 21 bis 45 Jahren zunächst für diese Tätigkeit erforderlich. Die notwendigen Bewerbungsunterlagen umfassten ein polizeiliches Führungszeugnis, einen Lebenslauf, ein Lichtbild, ein ärztliches Gesundheitszeugnis sowie die Zuweisung des zuständigen Arbeitsamtes.
Bezüglich ihrer Bewerbung erhielten die künftigen Aufseherinnen folgendes Schreiben des Lagerkommandanten: „Auf Grund Ihrer Bewerbung um Einstellung als Aufseherin wird Ihnen kurz mitgeteilt, mit welcher Aufgabe Sie hier betraut werden sollen. Im Konz.-Lager Ravensbrück sitzen Frauen ein, die irgendwelche Verstöße gegen die Volksgemeinschaft begangen haben und nun, um weiteren Schaden zu verhindern, isoliert werden müssen. Diese Frauen sind bei ihrem Arbeitseinsatz innerhalb und außerhalb des Lagers zu beaufsichtigen. Sie brauchen für diese Arbeit also keine beruflichen Kenntnisse zu besitzen, da es sich ja lediglich um die Bewachung der Häftlinge handelt. Die Aufseherinnen sind Reichsangestellte und werden nach der TO.A. (Tarifordnung für Angestellte) besoldet. […] Dienstbekleidung, wie Tuch- u. Drillichuniform sowie teilweise Unterwäsche wird Ihnen kostenlos gestellt. Bei entsprechender Eignung und Tätigkeit besteht die Möglichkeit, als Lagerführerin in einem der Außenlager des KL Ravensbrück eingesetzt zu werden.“
Zur Anwerbung beschrieben die Arbeitsämter diese Tätigkeit in Zeitungsannoncen und Vermittlungsgesprächen als „körperlich nur bedingt anstrengend“ und als „leichte Bewachungstätigkeit“. Da aber der Bedarf an Aufseherinnen stetig stieg, wurden bereits ab 1940 Frauen zur Arbeit in den Konzentrationslagern dienstverpflichtet – ab Januar 1942 verschärft mittels der „Verordnung über die Meldung von Männern und Frauen für Aufgaben der Reichsverteidigung“. Insbesondere ledige, arbeitslose Frauen waren von dieser Maßnahme betroffen. Schließlich wurden auch in der Rüstungsindustrie Frauen zur Aufseherinnentätigkeit zwangsverpflichtet, da billige KZ-Häftlinge zur Arbeit in der Rüstungsindustrie nur abgestellt wurden, wenn „ausgebildetes“ Aufsichtspersonal vorhanden war. Frauen, die auf diese Weise Aufseherinnen wurden, absolvierten einen Aufseherinnenlehrgang und kehrten danach an ihre Arbeitsstelle in der Rüstungsindustrie zurück.

### Ausbildung, Verhaltensmaßregeln und Einsatzorte
Insgesamt 3500 Frauen durchliefen zwischen 1942 und 1945 im Frauenkonzentrationslager Ravensbrück die staatlich finanzierte Ausbildung zur Aufseherin. Die zumeist kurze Ausbildung – maximal vier Wochen – umfasste neben weltanschaulicher Schulung auch praktische und theoretische Grundlagen im Zusammenhang mit der Lager- und Häftlingsführung. Nach erfolgreich abgeschlossenem Lehrgang absolvierten die Frauen an ihrem Einsatzort eine dreimonatige Probezeit, bis sie offiziell Aufseherinnen wurden. In der Folge wurden sie dann Konzentrations- und Außenlagern zugeteilt, wo sie oft wechselnde Einsatztätigkeiten verrichteten. Damit sollte eine persönliche Ebene zu den Häftlingen verhindert werden; so wurden die Aufseherinnen von den Häftlingen auch nicht mit dem Nachnamen angesprochen, sondern schlicht mit „Frau Aufseherin“. Disziplinarische Verfehlungen wie beispielsweise Diebstahl, Fraternisierung mit Häftlingen, Unachtsamkeit und ähnliches seitens der Aufseherinnen konnten mit Arrest, Versetzungen und letztlich auch mit Entlassung aus dem Lagerdienst geahndet werden. Aber auch ohne Verfehlungen waren die Aufseherinnen teilweise disziplinarischen Vorschriften unterworfen; so sollten beispielsweise Ausgehverbote Krankmeldungen und Unachtsamkeiten beim Dienst vorbeugen.

### Ausstattung
Ab 1940 wurden für die Aufseherinnen Uniformen ohne SS-Embleme eingeführt, die aus einem grauen Kostüm und einer Schiffchenmütze bestanden. Neben der Uniform umfasste die Ausstattung Lederstiefel, Schlagstöcke und teilweise auch Peitschen oder Schusswaffen. Einige der Aufseherinnen führten auch Diensthunde bei sich. Die Ausstattung und Bekleidung wurde den Aufseherinnen gestellt.

### Durchführung von Lagerstrafen und Misshandlungen
Willkürliche Misshandlungen und Schikanen an Häftlingen durch Aufseherinnen wurden vergleichsweise milde, wenn überhaupt, sanktioniert. Bei Fluchten und körperlichen Übergriffen waren die Aufseherinnen befugt, von ihren Waffen Gebrauch zu machen. Sogenannte Disziplin- und Strafordnungen sollten der Willkür vorbeugen, sie sahen nur bei Regelverstößen seitens der Häftlinge normierte Strafen vor, wie Essensentzug, stundenlanges Stehen, Überstellung in Strafkommandos, Arrest und Dunkelarrest sowie körperliche Züchtigung. Dennoch waren Misshandlungen an den Häftlingen an der Tagesordnung, so wurde bei kleinsten Vergehen oder auch nur willkürlich geschlagen, die Hunde auf die Häftlinge gehetzt oder gar gefoltert.

## Auswahl von Angehörigen des Gefolges der SS in Konzentrationslagern

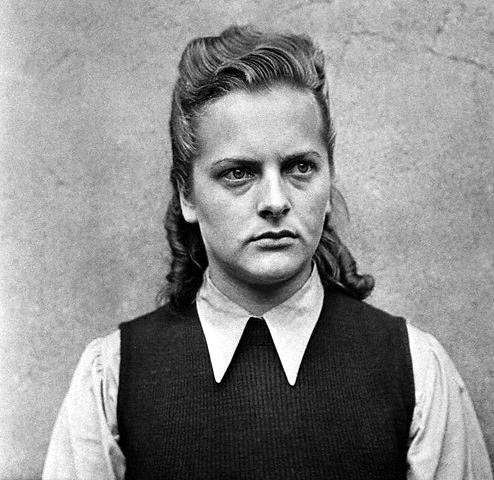
Irma Grese im August 1945
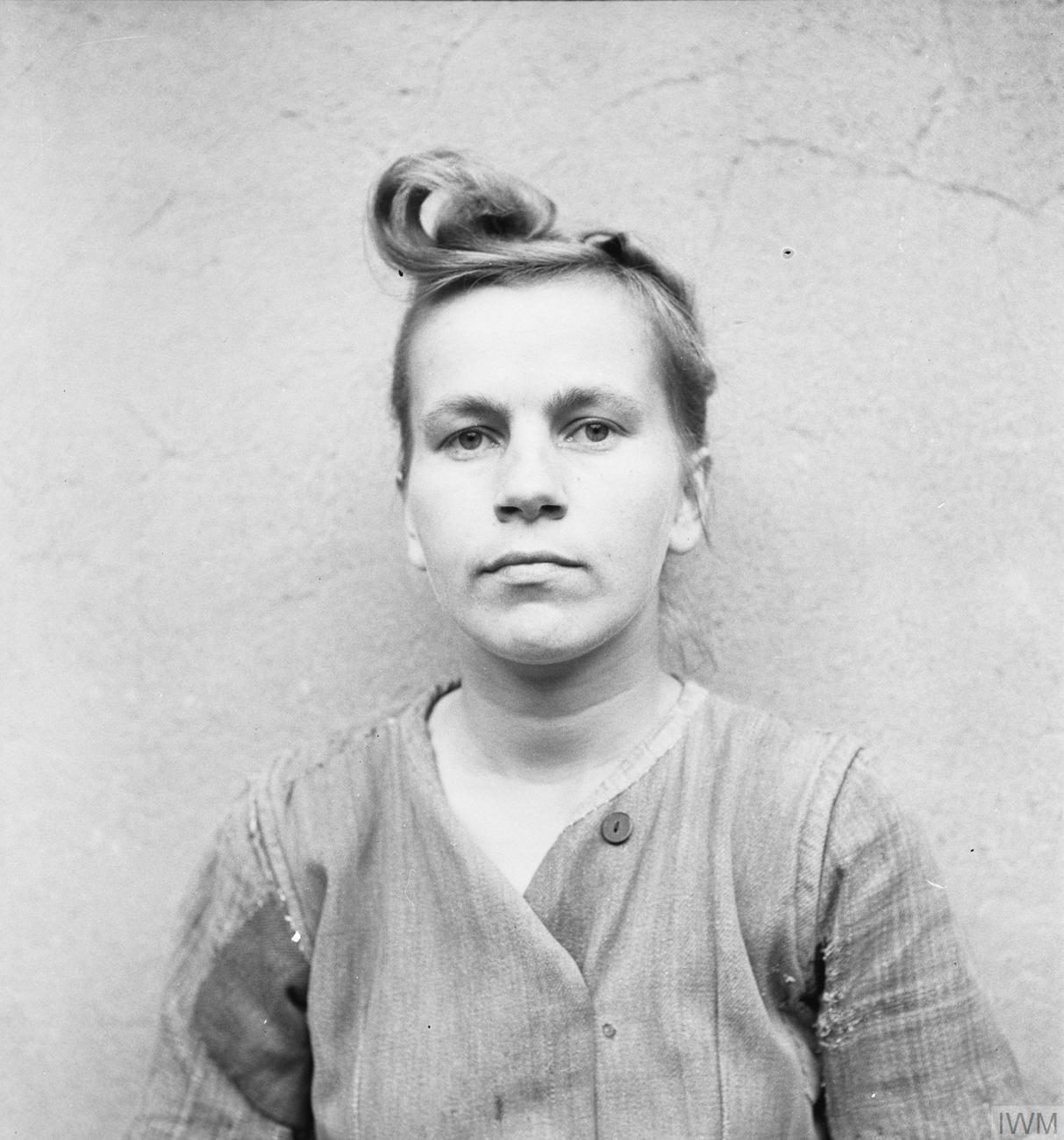
Elisabeth Volkenrath im August 1945
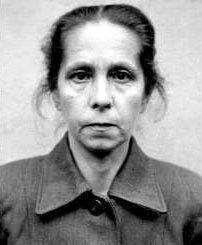
Johanna Bormann im August 1945
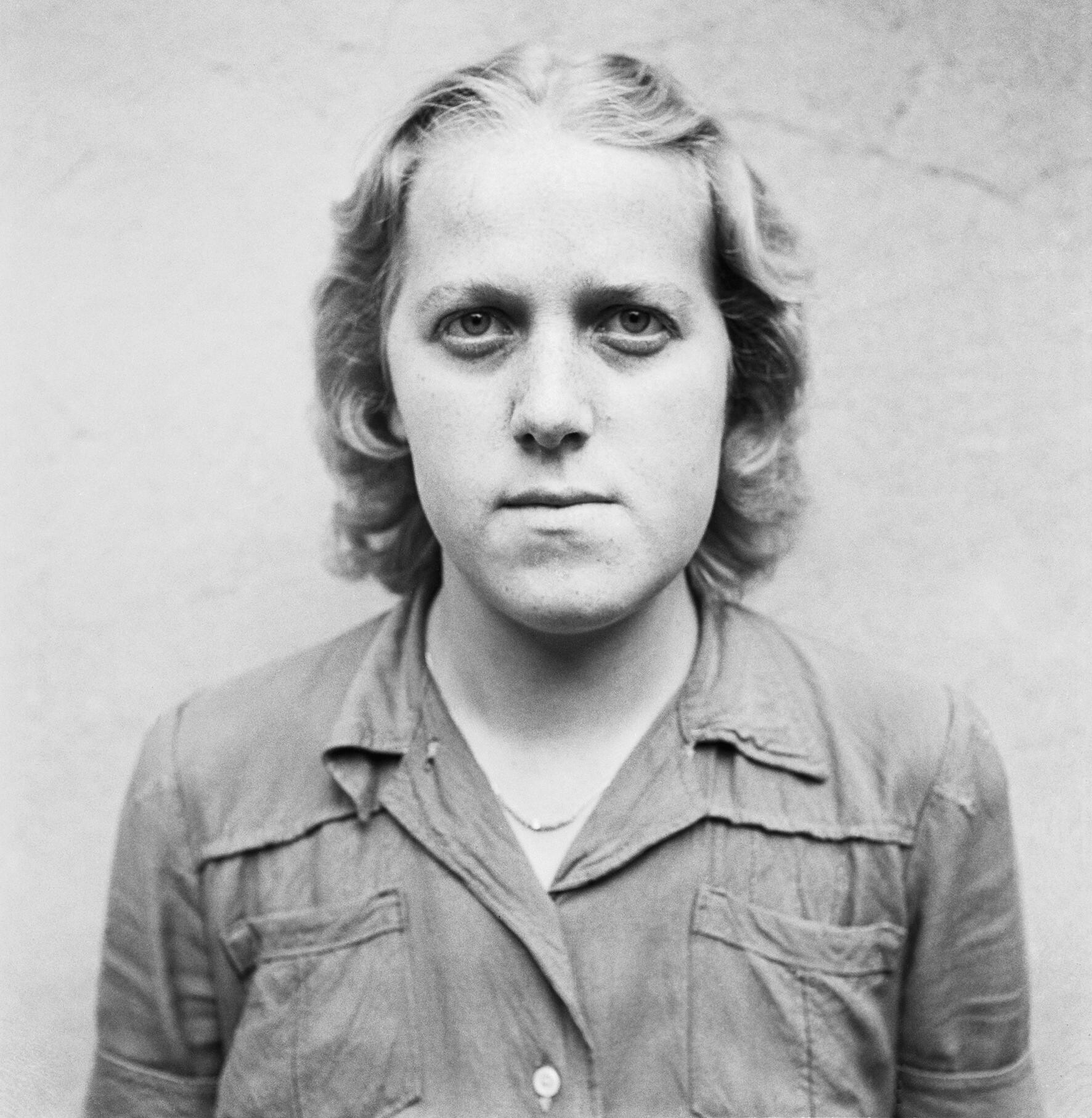
Hertha Bothe im August 1945
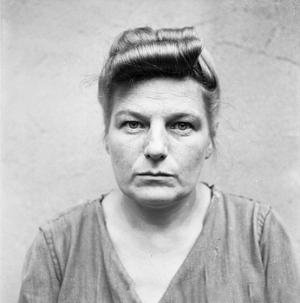
Hertha Ehlert im August 1945

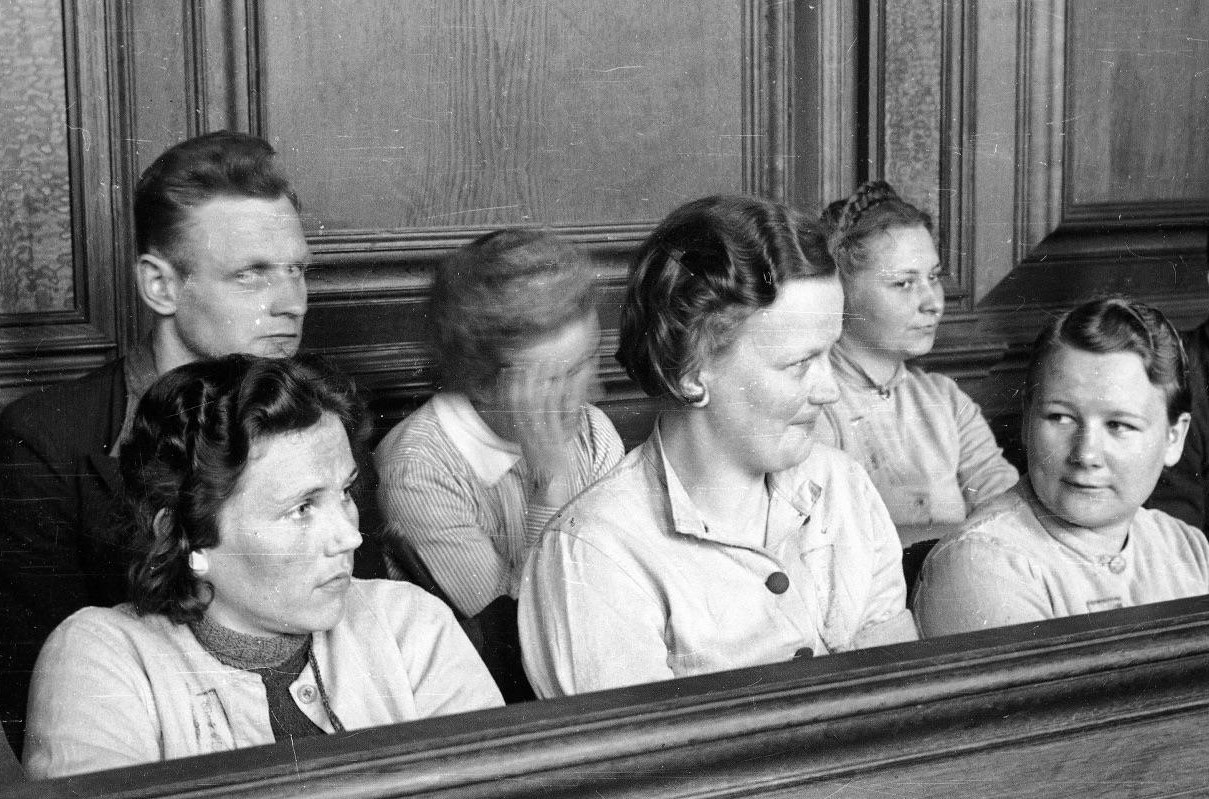
Aufseherinnen während des 1. Stutthof-Prozesses in Danzig vom 25. April bis 31. Mai 1946 – Erste Reihe von links nach rechts: Elisabeth Becker, Gerda Steinhoff, Wanda Klaff – Zweite Reihe von links nach rechts: Erna Beilhardt, Jenny Wanda Barkmann

- Jenny Wanda Barkmann
- Elisabeth Becker
- Erna Beilhardt
- Erika Bergmann
- Jane Bernigau
- Dorothea Binz
- Grete Boesel
- Johanna Bormann
- Hertha Bothe
- Therese Brandl
- Hermine Braunsteiner-Ryan
- Luise Danz
- Margot Drechsel
- Hertha Ehlert
- Else Ehrich
- Irma Grese
- Martha Haake
- Wanda Klaff
- Liesbeth Krzok
- Hildegard Lächert
- Johanna Langefeld
- Elisabeth Lupka
- Maria Mandl
- Elisabeth Marschall
- Margarete Mewes
- Hilde Michnia
- Elfriede Mohneke
- Ruth Neudeck
- Alice Orlowski
- Ewa Paradies
- Margot Pietzner[11][12][13][14][15]
- Margarete Rabe
- Gertrud Rabestein
- Elfriede Rinkel
- Ida Schreiter
- Gerda Steinhoff
- Maria Stromberger
- Inge Viermetz
- Elisabeth Volkenrath
- Erna Wallisch
- Emma Zimmer